# Psilotris celsus
Psilotris celsus är en fiskart som beskrevs av Böhlke, 1963. Psilotris celsus ingår i släktet Psilotris och familjen smörbultsfiskar. Inga underarter finns listade i Catalogue of Life.